# Varasdfürdő kastélya
Varasdfürdő kastélya (horvátul: Kaštel Varasdinske Toplice) egy barokk kastély Horvátországban, a Varasd megyében fekvő Varasdfürdő településen.

## Fekvése
A kastély Varasdfürdő központjában, közvetlenül a Szent Márton plébániatemplom mellett, azzal összeépítve található.

## Története
A kastély elődjét az az 1376-ban épített négyszög alaprajzú vár képezi, amelyet a plébániatemplom mellett építettek, és amelynek a templom képezte a déli oldaltát. Ezt a várat mivel kora miatt nagyon lepusztult 1617-ben megjavították és bővítették. A várnak három saroktornya és az északi oldal közepén egy bejárata volt, a tornyok és a templom között pedig egy magas fal futott, kettős sorú puskalőréssel, amelynek belső oldalán egy fából készült védőfolyosó állt, amelyet a tornyokból lehetett megközelíteni. A 16. század elején ehhez építettek egy másik belső falat, így egy nagyobb, famennyezetes teret kialakítva lakó és raktár célokra. A török háborúk során, a 16. és 17. század folyamán, a vár körüli erődítéseket jelentősen megnövelték, két új tornyot építettek, az egyiket a keleti, a másikat a nyugati oldalon, végül az egész vár körül árkokat ástak és töltéseket emeltek.
A 17. század végén a régi várat barokk kastéllyá építették át, majd a töltés lebontását és az árkok 18. század közepi betemetését követően az épület középkori erődítmény jellege teljesen eltűnt. A barokk átalakítás után kapta meg mai végső megjelenését, a három épületszárnyas, U alaprajzú egyemeletes palota képében, amelyet délről a Szent Márton plébániatemplom zár le. A kastély eredetileg kőtömbökből épült, míg a későbbi átalakításokat téglából készítették. Van néhány történeti adat, amely leírja az egyes építési munkákat, elrendezését és eredeti állapotát azonban csak a mai plébániatemplom közvetlen környezetének jövőbeni régészeti kutatásával, valamint az egykori vár feltételezett épületeinek konzervációs és helyreállítási kutatásával lehet megerősíteni. Ma az épületkomplexumnak több felhasználója van, egy részét az 1937-ben alapított Varaždinske Toplice Helytörténeti Múzeum használja.